# ناويا سيتا
ناويا سيتا (باليابانية: 清田 奈央弥) (مواليد 25 أغسطس 2001) هو لاعب كرة قدم ياباني.

## وصلات خارجية
- ناويا سيتا على موقع رابطة كرة القدم اليابانية للمحترفين (اليابانية)
- ناويا سيتا على موقع قاعدة بيانات كرة القدم.إي يو (الإنجليزية)
- ناويا سيتا على موقع Soccerway.com (الإنجليزية)
- ناويا سيتا على موقع عالم كرة القدم.نت (الإنجليزية)